# Наносистема
На́носисте́ма (англ. nanosystem) — сукупність нанотіл (наночастинок) та оточуюче їх середовище, обмежені певними границями. До таких систем належать як хімічні, так і біохімічні.
Прикладами можуть бути такі:
- кристали та розчини фулеренів, тубуленів, молекул білків;
- наноструктуровані плівки;
- плівки Ленгмюра—Блоджет;
- аерозолі нанокристалів та кластерів.